# 曹幽伯
曹幽伯（？—前826年），即姬彊，為春秋諸侯國曹國君主之一，為曹孝伯之子，曹夷伯之弟，為曹國第七任君主，約於前826年卒，在位9年。